# Enny-Mae
Enny-Mae Tandogan (* 2003) ist eine deutsche Sängerin aus Wenden.

## Leben
Enny-Maes Mutter ist Gesanglehrerin. Nach der Schule studierte sie zunächst Architektur, brach diesen Studiengang jedoch nach ersten Erfolgen mit ihrer Musik ab. Ihre musikalische Karriere begann Enny-Mae im Februar 2020, als ihre Interpretation von Jocelyn Flores von XXXTentacion auf TikTok viral ging. Im Anschluss war sie sehr aktiv auf Spotify, Instagram und TikTok. 2022 veröffentlichte sie zusammen mit Wankelmut und ALOTT den Song You and I. Der Titel wurde auf Spotify populär.
2023 beteiligte sich Enny-Mae an der Coverversion Not Fair, im Original von Lily Allen. Niklas Dee und Old Jim wandelten den Song der Popsängerin in einen Techno-Song um. Enny-Mae übernahm den Gesang. Das Lied erreichte die Charts in Deutschland, Österreich und der Schweiz. Im selben Jahr erschien außerdem der Hypertechno-Song Say It Right mit Macon für Virgin Records.
2025 bewarb sie sich erfolgreich mit Paradigm bei der deutschen Vorentscheidung, Chefsache ESC 2025 – Wer singt für Deutschland?, für den Eurovision Song Contest 2025 in Basel. Sie schied aber in der Vorrunde aus.

## Diskografie
Singles
- 2022: You and I (mit Alott & Wankelmut)
- 2022: One Last Time (Vize with R3hab)
- 2023: Not Fair (mit Niklas Dee & Old Jim)
- 2023: Say It Right (mit Macon)
- 2024: It's Over
- 2024: when the sun goes down (mit lucidbeatz)
- 2024: Drunk On You (mit MOTi)
- 2025: Weightless (mit Paradigm)
- 2025: Mission (mit Ely Oaks & joki)

## Auszeichnungen für Musikverkäufe
| Platin-Schallplatte - Niederlande - 2024: für die Single Not Fair |

Anmerkung: Auszeichnungen in Ländern aus den Charttabellen bzw. Chartboxen sind in ebendiesen zu finden.
| Land/RegionAuszeichnungen für Musikverkäufe (Land/Region, Auszeichnungen, Verkäufe, Quellen) | Gold  | Platin     | Verkäufe | Quellen           |
| -------------------------------------------------------------------------------------------- | ----- | ---------- | -------- | ----------------- |
| Deutschland (BVMI)                                                                           | Gold1 | —          | 300.000  | musikindustrie.de |
| Niederlande (NVPI)                                                                           | —     | Platin1    | 90.000   | nvpi.nl           |
| Österreich (IFPI)                                                                            | —     | Platin1    | 30.000   | ifpi.at           |
| Insgesamt                                                                                    | Gold1 | 2× Platin2 |          |                   |